# Herb Gwinei Równikowej

Herb Gwinei Równikowej

Herb Gwinei Równikowej przedstawia na tarczy w polu białym drzewo o zielonej koronie i brązowym pniu. Nad tarczą sześć złotych sześcioramiennych gwiazd. Pod tarczą wstęga z dewizą "Jedność Pokój Sprawiedliwość." Herb nawiązuje do herbu byłej kolonii hiszpańskiej Rio Muni. Drzewo to puchowiec pięciopręcikowy (drzewo kapokowe), pod którym król Bonkoro w 1843 podpisał traktat z Hiszpanią. Sześć gwiazd reprezentuje części państwa Mbini – część kontynentalną i wyspy: Bioko, Annobón, Elobey Grande, Elobey Chico i Corisco.

## Historyczne herby

Herb Gwinei Hiszpańskiej
Hiszpańska prowincja zamorska Río Muni
Godło z lat 1973–1979